# 艾倫·沃克
艾倫·奧拉夫·沃克（英語：Alan Olav Walker，1997年8月24日—），是一名挪威DJ和音樂製作人，出生於英國英格蘭北安普頓，因2015年发布的電子舞曲單曲《Faded》（人間迷走）走紅，在美国公告牌百强单曲榜上排名第80位，并被美国唱片业协会（RIAA）认证为三白金。他的音乐风格主要包括电子舞曲、电音流行和未来贝斯等。他還創作了許多歌曲，包括《Force》（2015）、《Sing Me To Sleep》（唱首歌伴我入眠） (2016)、《Alone》（不孤單） (2016)、《All Falls Down》（全面崩壞）（與Noah Cyrus、Digital Farm Animals以及Juliander）(2017)、《Darkside》（暗黑之境）（2018）、《Diamond Heart》（鑽石心）（2018）、《On My Way》（與Sabrina Carpenter以及Farruko）（2019） 以及《Alone, Pt. II》（不孤單第二章）（與Ava Max合作）（2019）。Walker的音乐在YouTube上拥有数亿次的播放量。还在国际范围内获得过诸多奖项。

## 儿童时期
沃克生於英格蘭北安普頓，兩歲時與挪威籍母親和英國籍父親搬到挪威卑爾根。在數位時代中長大，沃克開始對電腦感興趣，後來被編程和平面設計吸引。他沒有任何音樂背景，只依靠觀看YouTube影片自學。從2011年便開始學習及嘗試製作音樂，他用筆記型電腦做了30至40首歌。

## 事業

### 2012–2016：事業的起步和突破
2012年，沃克找到了意大利的唱片騎師 David Whistle（前稱DJ Ness），並向他學習製作音樂，並使用了為初學者而設的編曲軟體 FL Studio。同年，他開始將自己所創作的音樂上傳到YouTube頻道和SoundCloud頁面，基于在網路上收穫的評價，他的音樂逐漸受到了音樂品牌的关注，他的靈感還有來自電子舞曲製作人K-391 和 Ahrix，以及電影作曲家: Hans Zimmer和Steve Jablonsky 2012 年 7 月，在網路上粉絲的幫助和反饋下，他開始了自己的音樂製作生涯，並慢慢開始將自己的音樂發佈到 YouTube 和 SoundCloud。從 臥室製作人開始，在簽訂唱片合約並於 2014 年發行首張單曲之前，他以“DJ Walkzz”而聞名。
Walker 於 2014 年 8 月 17 日發布了歌曲“Fade” 該曲目獲得了關注，並在 2014 年 11 月 19 日通過唱片公司NoCopyrightSounds重新發行後，在NCS的瀏覽量最快達到100萬次。沃克表示，這首曲子的創作靈感來自於K-391和Ahrix，他們的曲目也被NCS採納。 該曲目在YouTube上的觀看次數超過 4 億次,在Spotify也高達1.15億的播放量,在SoundCloud也獲得4100萬的串流.2015年跟隨其後的曲目是“Spectre”和“Force”。
沃克與索尼音樂瑞典旗下的MER簽約，並發行了他的下一首單曲“Faded”（人間迷走），這是“Fade”的重製人聲版本 .此曲於2015年12月8日發行，由未署名的挪威奈于斯特達爾流行歌手Iselin Solheim獻聲。. 該曲在奧地利 、德國、瑞士和瑞典年終排行榜上名列前茅，iTunes 在33個國家的排行榜，以及進入Spotify全球排行榜前10名 YouTube上的音樂視頻有超過34億次觀看和26萬次點贊，將其置於前10名最受喜愛的 YouTube 視頻。它在 Spotify 上的播放次數超過 17 億次，也是 2016 年 Shazamed前10名曲目之一。這首單曲還收到了Tiësto的官方混音,Dash Berlin，和 Hardwell。 他後來發行了這首歌的原聲“重新串音”（Restrung）的版本，刪除了所有電子舞曲元素。

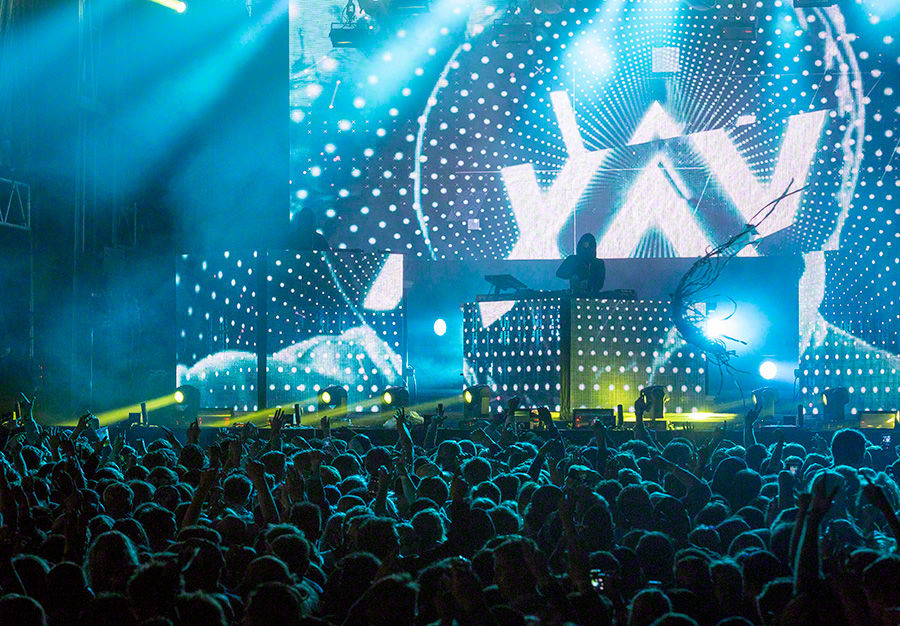
沃克於2016年挪威音樂節Stavernfestivalen的表演

沃克在1月份從他的高中: videregående skole休學，以追求他的音樂事業。2月27日，沃克於世界極限運動會的奧斯陸中，他與Iselin Solheim一起演奏了 15 首歌曲，包括歌曲“Faded”（人間迷走）。 到 3 月，沃克製作了總共30到40首歌曲，但“Faded”（人間迷走），是他與索尼音樂瑞典合作的第一首單曲，也是第一首在全球取得如此成功的單曲。 4月7日，沃克與瑞典女歌手: Zara Larsson在德國的回聲音樂獎一起表演了彼此的歌曲“Faded（人間迷走）”和“Never Forget You”。". 四個星期前，他實現了 首次登上NRJ的Euro Hot 30榜首，另一位則由挪威音樂製作人: Kygo獲得。
單曲“Sing Me to Sleep”（唱首歌伴我入眠）於6月3日發行，由與“Faded”（人間迷走） 相同的女歌手Iselin Solheim獻聲。這首歌在7個國家的iTunes排行榜上名列前茅。它在 YouTube 上的音樂視頻有超過6.9億次觀看， 在 Spotify 上的播放量也達到了2.5億次。另一首名為“Alone”也於同年12月2日發行，與未經署名的瑞典女歌手Noonie Bao合作。該曲目還在Spotify上獲得了超過3.9億次的播放這首歌被沃克的音樂經紀人兼單曲的合著者Gunnar Greve描述為“沃克的三部曲中的最後一部，包括‘Faded’（人間迷走）、‘Sing Me To Sleep’（唱首歌伴我入眠）和‘Alone’（不孤單）”。
12月21日至22日，沃克在他的家鄉挪威卑爾根USF Verftet舉辦了“Alan Walker is Heading Home”音樂會，與Angelina Jordan、Marius Samuelsen, Alexandra Rotan, Yosef Wolde-Mariam, 和Tove Styrke一起演唱了 16 首歌曲和曲目 。 這場音樂會在YouTube上有官方的直播他表演了幾首未發行的曲目，包括重新串起（Restrung）的“Sing Me to Sleep”（唱首歌伴我入眠）的版本，以及 “Heading Home”（回家），後者是他在世界極限運動會首次亮相時首次表演的。 音樂會期間還演奏了歌曲“The Spectre”（幽靈）的舊版本，這是他早期曲目“Spectre”的人聲重製版本。
12 月 23 日，沃克發布了單曲“Routine”（例行公事）的視頻，兩天前在他在卑爾根的音樂會和“Walker Tour”（沃克巡迴）的一些音樂會上首次演出。該曲目是與義大利唱片騎師: David Whistle合作製作的。其音樂視頻在YouTube上的觀看次數超過 5800 萬次，在Spotify上有4700萬次播放。

### 2017-現在：Different World（理想世界）、World of Walker（行者世界）和其他發展
2017 年初，沃克的YouTube頻道成為挪威訂閱人數最多的頻道，訂閱人數超過450萬，在挪威所有YouTube 用戶中為觀看次數最多，約為77億次，截至2020年1月25日。在 2 月到 4 月期間，他在美國各地巡迴演出，包括參加達拉斯的Euphoria Festival。2019 年，Alan 的音樂視頻“Diamond Heart”（鑽石心） 獲得柏林音樂視頻獎最佳攝影獎提名 .他與Ruben合作的“Heading Home”音樂視頻出現在電影節2021年銀幕放映選擇列表中。
2021年11月26日，沃克發行了他的第二張錄音室專輯《World of Walker》，其中包含15首曲目，主要使用流行電音和電子舞曲製作。.
2022 年，他宣布了他的新Walkerverse（沃克宇宙）世界巡演，同時他即將發行的同名專輯將分兩部分發行。第一部分於 2022年6月17日發行，其中包含五首曲目：由 Philter原創創作和製作的《Adventure Time》（冒險時間）的混音版、與Au/Ra的《Somebody Like U》（像你一樣的人）、與 Ina Wroldsen的《Blue》（藍色），以及之前發行的歌曲，其中包括和未署名的人聲: Kristin Carpenter的“The Drum”（鼓）和Torine的“Hello World”（你好世界） 。第二部分:“Walkerverse，Pt. II”目前包含五首歌曲：“Extremes”（極端）與Trevor Daniel、“Shut Up”（閉嘴）與UPSAHL、“Catch me if you can”與Sorana、“Lovesick”（相思病）與Sophie Simmons、“Ritual”（儀式）。
2021年底，沃克與NCS的合同到期，這意味著他在唱片公司發行的歌曲（即 Fade、Spectre 和 Force）已從 NoCopyrightSounds 的目錄和流媒體平台上刪除。但是作為他與Corite交易的一部分，這些歌曲將在2022年7月重新發行，並收錄在專輯:Origins（起源）。

2022年，沃克與瑞典眾籌網站Corite簽約，允許粉絲投資一個音樂項目。 沃克已經為他的下一個音樂作品從粉絲那裡籌集了超過100,000美元，第一個是名為“Origins”（起源）的合輯EP，而第二個是與他與他的私人網路平台粉絲: The Walkers的合作，名為“Unity”（聯合）。

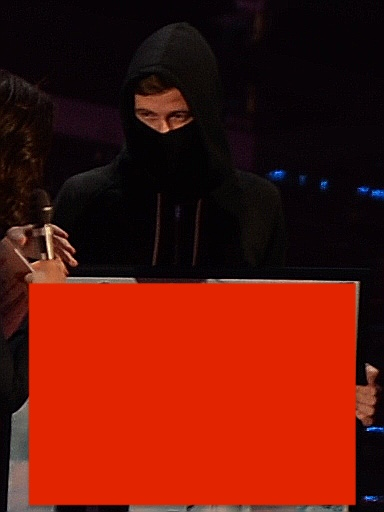
沃克在Wind Music Awards

## 公眾形象
沃克最初被稱為“DJ Walkzz”。他最終用自己的名字艾倫·沃克（Alan Walker）作為他的藝名。他的標誌包含其名字的首字母「A」和「W」。
多數他的入鏡畫面是穿著深色帽T並戴著半面罩，想表達每個人都可以成為一個“Walker（行者）”。
他在舞台上表演時穿著連帽衫和面罩。當被問及為什麼在接受NRK採訪時戴口罩，他表示“這是為了保持低調，同時保持他們給我的心理形象，我覺得這很酷。一個小小的轉折讓人們問自己關於艾倫沃克背後的人到底是誰。” 在他的“Unmask Vlog”系列的一集中，他說“面具更像是一個標誌和象徵，象徵著團結和彼此相似，而不是我與眾不同。”

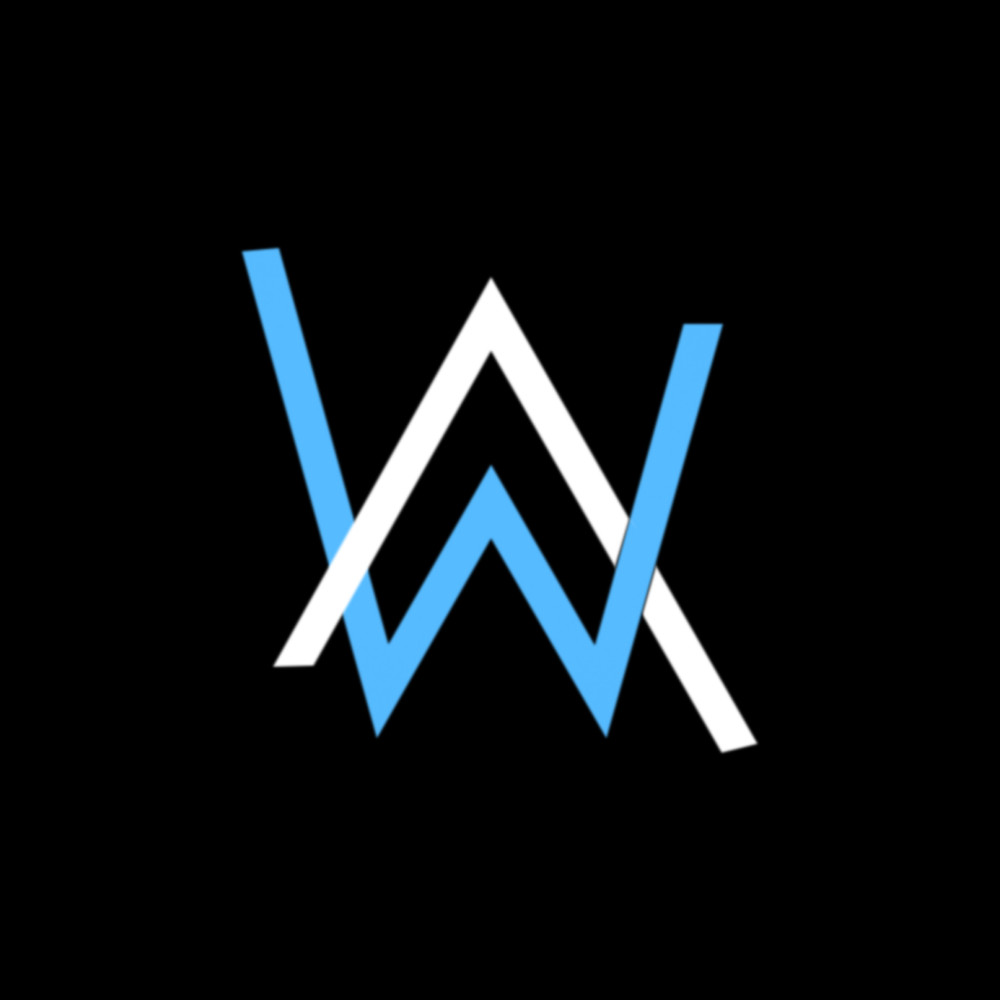
代表沃克的標誌

由交織的字母“A”和“W”組成的符號,沃克將其用於代表標誌

### Julie Bergan（茱莉·伯根）的替換爭議
2022年，沃克創作了一首名為《Ritual》的歌曲，此曲在2022年11月發行之前曾多次在沃克的表演中播放，同一天他發行了“Walkerverse.Pt.II”，這首歌最初原是EP的一部分。由於版權談判不和的問題，這首歌最終作為單曲發行，由歌手Moa Lisa獻聲。原先與沃克合作的挪威歌手兼詞曲作者Julie Bergan據稱之前參與了這首歌的創作，因為她作為歌手為沃克演出，在表演中表現突出。這首以她的聲音為特色的歌曲經常被用在Walkerverse專輯第二部分的預告片中，但最終沒有在最後一首歌中使用。
發行後，許多歌迷對這位Moa Lisa持批評態度，認為Moa Lisa的歌聲不如伯根。柏根的經紀人Cecile Torp-Holte表示她和沃克所屬公司MER Music之間沒有達成協議就使用了柏根的聲音。根據Torp-Holte的說法，柏根將在美國與沃克一起表演六場音樂會，其中包括作為更大協議的一部分的“Ritual”表演。她還表示，歌曲原定發行日期為10月28日，不久前分享權談判破裂，柏根也退出了Walkerverse The Tour。

## 作品集
- Different World （2018）
- World of Walker （2021）
- Walkerverse （2022）

## 巡迴
自身
- Walker Tour （2016–2018）
- The World of Walker Tour （2018）
- Different World（英语：Different World） Tour （2018–2019）[42]
- Aviation Tour （2019）[43]
- Walkerverse: The Tour （2022–2023）[44]

| 日期       | 國家           | 城市           | 場地           |
| ---------- | -------------- | -------------- | -------------- |
| 2018/11/23 | 瑞典斯德哥爾摩 | 瑞典斯德哥爾摩 | Nobelberget    |
| 2018/11/24 | 瑞典哥德堡     | 瑞典哥德堡     | Pustervik      |
| 2018/11/30 | 德國柏林       | 德國柏林       | Columbiahalle  |
| 2018/12/1  | 波蘭波茲南     | 波蘭波茲南     | Hala NR 2 MTP  |
| 2018/12/3  | 德國慕尼黑     | 德國慕尼黑     | Zenith         |
| 2018/12/4  | 法國巴黎       | 法國巴黎       | Olympia        |
| 2018/12/6  | 荷蘭阿姆斯特丹 | 荷蘭阿姆斯特丹 | Paradiso       |
| 2018/12/7  | 盧森堡盧森堡市 | 盧森堡盧森堡市 | Rockhal        |
| 2018/12/8  | 德國科隆       | 德國科隆       | Paladium       |
| 2018/12/13 | 英國倫敦       | 英國倫敦       | The Roundhouse |
| 2018/12/14 | 英國曼徹斯特   | 英國曼徹斯特   | Albert Hall    |
| 2018/12/15 | 英國貝爾法斯特 | 英國貝爾法斯特 | Limelight 1    |

| 日期      | 國家                           | 城市                           | 場地                                 |
| --------- | ------------------------------ | ------------------------------ | ------------------------------------ |
| 2019/2/2  | 美國華州（西雅圖）             | 美國華州（西雅圖）             | Showbox SoDo                         |
| 2019/2/3  | 加拿大英屬哥倫比亞省（溫哥華） | 加拿大英屬哥倫比亞省（溫哥華） | Commodore Ballroom                   |
| 2019/2/5  | 美國華州（西雅圖）             | 美國華州（西雅圖）             | Roseland Theatre                     |
| 2019/2/6  | 美國俄勒岡州（波特蘭）         | 美國俄勒岡州（波特蘭）         | McDonald Theatre                     |
| 2019/2/7  | 美國佛州（奧克蘭）             | 美國佛州（奧克蘭）             | Fox Theatre                          |
| 2019/2/8  | 美國佛州（奧克蘭）             | 美國佛州（奧克蘭）             | Fox Theatre                          |
| 2019/2/9  | 美國加州（洛杉磯）             | 美國加州（洛杉磯）             | Belasco Theatre                      |
| 2019/2/10 | 美國加州（波莫納）             | 美國加州（波莫納）             | Fox Theatre                          |
| 2019/2/12 | 美國亞利桑那州（土桑）         | 美國亞利桑那州（土桑）         | Rialto                               |
| 2019/2/14 | 美國德州（休士頓）             | 美國德州（休士頓）             | Stereo Love                          |
| 2019/2/15 | 美國德州（奧斯汀）             | 美國德州（奧斯汀）             | Emo's                                |
| 2019/2/16 | 美國德州（達拉斯）             | 美國德州（達拉斯）             | Crush: Southside Ballroom (Festival) |
| 2019/2/17 | 美國路易斯安那州（紐澳良）     | 美國路易斯安那州（紐澳良）     | Metropolitan                         |
| 2019/2/18 | 美國喬治亞州（亞特蘭大）       | 美國喬治亞州（亞特蘭大）       | Buckhead Theatre                     |
| 2019/2/19 | 美國北卡（羅里）               | 美國北卡（羅里）               | The Ritz                             |
| 2019/2/20 | 美國北卡（夏洛特）             | 美國北卡（夏洛特）             | The Fillmore                         |
| 2019/2/21 | 美國賓州（費城）               | 美國賓州（費城）               | Theatre Of Living Arts               |
| 2019/2/22 | 美國紐約州（布魯克林區）       | 美國紐約州（布魯克林區）       | Great Hall At Avant Gardner          |

| 日期       | 國家               | 城市               | 場地                                       |
| ---------- | ------------------ | ------------------ | ------------------------------------------ |
| 2019/10/27 | 中國四川省（成都） | 中國四川省（成都） | Huaxi LIVE·528 M Space                     |
| 2019/10/29 | 中國上海           | 中國上海           | Mercedes-Benz Arena                        |
| 2019/11/2  | 中國廣東省（佛山） | 中國廣東省（佛山） | GBA International Sports & Cultural Center |
| 2019/11/9  | 挪威奧斯陸         | 挪威奧斯陸         | Spektrum Arena                             |
| 2019/12/6  | 印度 邦加羅爾      | 印度 邦加羅爾      | Ozone Urbana                               |
| 2019/12/7  | 印度孟買           | 印度孟買           | Mahalaxmi Racecourse                       |
| 2019/12/8  | 印度德里           | 印度德里           | Backyard Sports Club                       |

| 日期       | 國家                           | 城市                           | 場地                              |
| ---------- | ------------------------------ | ------------------------------ | --------------------------------- |
| 2022/9/14  | 南韓首爾                       | 南韓首爾                       | Jamsil Indoor Stadium             |
| 2022/9/28  | 英國曼徹斯特                   | 英國曼徹斯特                   | MANCHESTER ACADEMY                |
| 2022/9/28  | 英國倫敦                       | 英國倫敦                       | O2 ACADEMY BRIXTON                |
| 2022/10/1  | 比利時梅克瑟姆                 | 比利時梅克瑟姆                 | LOTTO ARENA                       |
| 2022/10/6  | 德國漢堡                       | 德國漢堡                       | SPORTHALLE HAMBURG                |
| 2022/10/7  | 德國杜塞道夫                   | 德國杜塞道夫                   | MITSUBISHI ELECTRIC HALLE         |
| 2022/10/8  | 波蘭克拉科夫                   | 波蘭克拉科夫                   | TAURON ARENA                      |
| 2022/10/12 | 奧地利維也納                   | 奧地利維也納                   | ST MARX HALLEN                    |
| 2022/10/14 | 瑞士蘇黎世                     | 瑞士蘇黎世                     | HALLE 622                         |
| 2022/10/15 | 義大利米蘭                     | 義大利米蘭                     | FABRIQUE                          |
| 2022/10/19 | 荷蘭阿姆斯特丹                 | 荷蘭阿姆斯特丹                 | AFAS LIVE                         |
| 2022/10/20 | 法國巴黎                       | 法國巴黎                       | ZENITH                            |
| 2022/10/21 | 盧森堡阿爾澤特河畔埃施         | 盧森堡阿爾澤特河畔埃施         | ROCKHAL                           |
| 2022/10/22 | 德國法蘭克福                   | 德國法蘭克福                   | JAHRHUNDERHALLE                   |
| 2022/11/3  | 美國德克薩斯州（達拉斯）       | 美國德克薩斯州（達拉斯）       | SOUTH SIDE BALLROOM               |
| 2022/11/4  | 美國德克薩斯州（奧斯汀）       | 美國德克薩斯州（奧斯汀）       | CONCOURSE                         |
| 2022/11/5  | 美國德克薩斯州（休士頓）       | 美國德克薩斯州（休士頓）       | BAYOU MUSIC CENTER                |
| 2022/11/8  | 美國喬治亞州（亞特蘭大）       | 美國喬治亞州（亞特蘭大）       | BUCKHEAD THEATER                  |
| 2022/11/9  | 美國華盛頓州（華盛頓特區）     | 美國華盛頓州（華盛頓特區）     | ECHOSTAGE                         |
| 2022/11/11 | 美國紐約州（布魯克林區）       | 美國紐約州（布魯克林區）       | GREAT HALL                        |
| 2022/11/15 | 美國麻州（波士頓）             | 美國麻州（波士頓）             | HOUSE OF BLUES                    |
| 2022/11/16 | 加拿大蒙特婁                   | 加拿大蒙特婁                   | MTELUS                            |
| 2022/11/17 | 加拿大蒙特婁                   | 加拿大蒙特婁                   | MTELUS                            |
| 2022/11/18 | 加拿大多倫多                   | 加拿大多倫多                   | REBEL                             |
| 2022/11/19 | 美國伊州（芝加哥）             | 美國伊州（芝加哥）             | RADIUS                            |
| 2022/11/25 | 加拿大英屬哥倫比亞省（溫哥華） | 加拿大英屬哥倫比亞省（溫哥華） | HARBOUR EVENT & CONVENTION CENTRE |
| 2022/11/26 | 美國俄勒岡州（波特蘭）         | 美國俄勒岡州（波特蘭）         | ROSELAND THEATER                  |
| 2022/11/29 | 美國科州（丹佛）               | 美國科州（丹佛）               | MISSION BALLROOM                  |
| 2022/12/2  | 美國加州（洛杉磯）             | 美國加州（洛杉磯）             | HOLLYWOOD PALLADIUM               |
| 2022/12/3  | 美國加州（舊金山）             | 美國加州（舊金山）             | BILL GRAHAM CIVIC AUDITORIUM      |
| 2023/1/6   | 中國香港                       | 中國香港                       | 亞洲國際博覽館                    |

| 日期                                          | 國家           | 城市           | 場地                        |
| --------------------------------------------- | -------------- | -------------- | --------------------------- |
| 2024/6/8                                      | 印尼雅加達     | 印尼雅加達     | Phantom PIK 2 Ground Park   |
| 2024/6/14                                     | 新加坡         | 新加坡         | 新加坡博覽中心3號和4A號展廳 |
| 2024/6/15                                     | 中國澳門       | 中國澳門       | 倫敦人綜藝館                |
| 2024/11/8 (原定2024/6/22，因不可抗力因素改期) | 馬來西亞吉隆坡 | 馬來西亞吉隆坡 | KL Base (Sungai Besi)       |

參與巡迴
- Rihanna – Anti World Tour（英语：Anti World Tour） (2016)[45]
- Justin Bieber – Purpose World Tour（英语：Purpose World Tour） (2017)[46]
- Martin Garrix – Thursdays at Ushuaïa[47]
- Kygo - World Tour (México City) (2025)[48]

## 榮譽
艾伦·沃克獲得了各種各樣的榮譽提名。他贏得的獎項包括來自Gullsnutten的年度音樂、MTV歐洲音樂獎的最佳挪威表演獎、歐洲突破者獎和EBBA Awards '17的公共選擇獎、WDM 電台獎和瑞士音樂獎的最佳新人獎、挪威葛萊美和挪威音樂的“第十六屆音乐出口奖 ”、MTV歐洲音樂大獎 的“最佳挪威表演”、國際舞曲大獎頒發的“最佳突破藝人”、MTV歐洲音樂大獎“最佳挪威藝人”，以及來自挪威葛萊美第18屆的“年度最佳葛萊美獎”。他的歌曲“Faded”在戛納國際創意節上榮獲“戛納國際創意節獎”、Eska音樂獎的“最佳國際金曲獎”以及挪威葛萊美第16屆的“年度歌曲”和“年度最佳西方藝術家”。在挪威NRJ音樂獎上，歌曲“Sing Me to Sleep”獲得了“年度最佳挪威歌曲獎”。

## 外部連結
- 官方網站 （页面存档备份，存于）
- 沃克 （页面存档备份，存于）的SoundCloud
- 艾倫·沃克在互联网电影资料库（IMDb）上的資料（英文）
- YouTube上的艾倫·沃克頻道
- 沃克的Facebook